# Le sorprese dell'amore (film 1944)
Le sorprese dell'amore (Bride by Mistake) è un film del 1944 diretto da Richard Wallace. La sceneggiatura si basa su una storia di Norman Krasna che era già stata adattata per lo schermo nel 1934 con il film La ragazza più ricca del mondo che aveva come interpreti principali Miriam Hopkins e Joel McCrea.

## Trama
Mentre si trova a Santa Barbara insieme ai soldati in attesa di conoscere ognuno la propria destinazione, l'ufficiale Tony Travis si perde in congetture ammirando la vicina e lussuosa residenza di Nora Hunter, una ricca ereditiera. Nella tenuta, Sylvia Lockwood, la volitiva segretaria di Nora, una giovane piuttosto timida, annuncia alla padrona che sta per partire per Washington insieme al nuovo marito, Phil Vernon. Nora però la prega di rimanere finché anche lei non si sarà sposata con Donald, il suo fidanzato, appena tornato dal fronte. Ma Donald rompe il fidanzamento, essendosi innamorato nel frattempo di un'altra ragazza. Consiglia anzi l'ex fidanzata di sposare qualcuno che si dimostri non interessato al suo denaro. Sylvia, cercando di tirar su di morale Nora, invita a un party i soldati della vicina base e Nora accetta di partecipare alla festa solo a patto di restare in incognito, lasciando a Sylvia il compito di apparire come la padrona di casa. Lei, fingendo di essere la segretaria, conosce Tony, sentendosi subito attratta da lui, anche se Tony pare essere più interessato a Sylvia. In un gioco di equivoci, Nora - per scoprire i veri sentimenti di Tony nei suoi confronti - lo invita a passare un weekend al mare insieme a lei, a Sylvia, a Phil e a Connors, il suo tutore iperprotettivo. Sempre ignorando la vera identità della ragazza, Tony finisce per innamorarsi di lei, decidendosi di sposarla senza perdere tempo. Dopo la cerimonia, quando i due sposini si trovano soli in una stanza di motel, lei dice al marito di leggere con più attenzione la licenza matrimoniale: Tony, così, scopre di aver sposato una ricca ereditiera e non una segretaria.

## Produzione
Le riprese del film, prodotto dalla RKO Radio Pictures con il titolo di lavorazione That Hunter Girl, durarono da fine marzo a metà maggio 1944. Molte delle scene furono girate a Pickfair, la famosa residenza di Mary Pickford a Beverly Hills. Altre riprese furono filmate a Monterey.

## Distribuzione
Il copyright del film, richiesto dalla RKO Radio Pictures, Inc., fu registrato il 9 agosto 1944 con il numero LP13005.
Il film uscì nelle sale cinematografiche USA il 27 luglio con il titolo originale Bride by Mistake. A New York, venne presentato il 15 settembre 1944.
Fu distribuito anche in Portogallo (29 gennaio 1945, come Ela e os Seus Milhões), Svezia (5 marzo 1945, come Brud av misstag), Spagna (a Madrid, 28 marzo 1946, come Mi ilusión es un marido).
Il 1º gennaio 1945, Lux Radio Theatre trasmise un adattamento radiofonico del film della durata di un'ora. Il programma aveva come interpreti Marsha Hunt e Laraine Day che riprendevano i ruoli avuti nel film; accanto a loro, come protagonista maschile, l'attore John Hodiak.